# Laboratoire de physique subatomique et de cosmologie de Grenoble
Le Laboratoire de physique subatomique et de cosmologie de Grenoble (LPSC), anciennement Institut des sciences nucléaires, est une unité mixte de recherche (UMR 5821) affiliée à l'Institut national de physique nucléaire et de physique des particules (IN2P3 / CNRS), ainsi qu'à l’université Grenoble-Alpes et à l'Institut polytechnique de Grenoble.
Installé sur le polygone scientifique de Grenoble, le LPSC est impliqué dans plusieurs projets scientifiques de dimension mondiale, comme des détecteurs utilisés au CERN de Genève.
En 2019, le laboratoire souterrain de Modane (LSM) devient une plateforme nationale du LPSC.

## Historique
Dans les années 1960, les recherches en physique nucléaire menées à Grenoble ont motivé la création d'un nouveau laboratoire. Encouragé par des physiciens comme Michel Soutif, le projet conduira à l'inauguration en 1967 de l'Institut des sciences nucléaires (ISN).
Dès l'année 1968, les équipes de recherche travaillaient essentiellement sur la région grenobloise avec les faisceaux d'ions lourds accélérés par un cyclotron qui a notamment servi à la synthèse de nombreux isotopes radioactifs artificiels utilisés en médecine. Puis l'instrument doit subir à la fin des années 1970 d'importantes améliorations face à l'arrivée de nouveaux accélérateurs plus performants à travers le monde. En 1982, le cyclotron grenoblois devient le système d’accélération Rhône-Alpes (SARA) doté d'un post-accélérateur situé en aval, projet d'envergure régional qui permet sa survie et développé en collaboration avec l'Institut de physique nucléaire de Lyon. Il utilise des neutrons produits par l'Institut Laue-Langevin et par la centrale nucléaire du Bugey. Mais la concurrence est trop forte et le post-accélérateur ferme en 1990 et le cyclotron en 1998.
Par la suite, un ensemble de nouveaux projets ont été initiés et les expériences menées auprès d'établissements et de laboratoires implantés dans le monde entier : GANIL (France), CERN et PSI (Suisse), IRAM (Espagne), Fermilab et Jefferson Laboratory (États-Unis), RIKEN (Japon). Des équipements ont aussi été conçu pour des vols ballons (Kiruna et McMurdo) ou installés sur la station orbitale (ISS) ou embarqués dans des missions spatiales (Planck).
Les thématiques du laboratoire ayant été développées et étendues vers la cosmologie, l'ISN change de nom en 2003 pour devenir le Laboratoire de physique subatomique et de cosmologie ou LPSC. Depuis la création de l'Institut des sciences nucléaires en 1967, dix directeurs se sont succédé à la tête de l'ISN puis du LPSC, Jean Yoccoz, Jacques Valentin, Jean-Pierre Longequeue, Jean-Marie Loiseaux, Bernard Vignon, Joel Chauvin, Johann Collot, Serge Kox, Annick Billebaud (Direction par intérim), Arnaud Lucotte et Laurent Derome.

## Présentation générale
Le laboratoire comprend environ 220 personnes dont 70 chercheurs et enseignant-chercheurs, 100 ingénieurs, techniciens et administratifs, une trentaine d'étudiants en thèse et une vingtaine de personnes en CDD et chercheurs postdoctoraux.
Il s'agit d'un laboratoire de recherche fondamentale, expérimentale et théorique en physique nucléaire et hadronique, en physique des particules et astroparticules et en cosmologie. Ses activités contiennent aussi les interfaces nucléaire-énergie et nucléaire-santé. Il représente un acteur majeur de la recherche grenobloise et française, il est également impliqué dans plusieurs projets scientifiques de dimension mondiale, notamment dans la construction de détecteurs du LHC (Large Hadron Collider) ou dans la construction du nouvel accélérateur linéaire LINAC 4 également au CERN près de Genève. Cette dernière machine construite en collaboration avec deux autres laboratoires français est en phase d'évaluation en 2018 et entrera en service en 2020.
La taille et la complexité de ces missions de recherche font qu’elles sont pluriannuelles et peuvent engager jusqu'à plusieurs centaines de personnes au sein de grandes collaborations. Son budget annuel (salaires inclus) avoisine les 17 millions d’euros et les sources de financement pour les projets se diversifient (autorités de tutelle, Agence nationale de la recherche, Europe, valorisation, brevets, etc.) ces dernières années. Le LPSC est aussi partenaire dans plusieurs LABEX (ENIGMASS comme co-porteur, FOCUS, PRIMES) et d'un EQUIPEX (BEDOFIH) en lien avec l'Institut européen de données financières.

## Activités
La recherche fondamentale est le moteur principal des activités du laboratoire. Parmi les thèmes étudiés, certains font partie des plus grandes énigmes de la physique. C’est le cas, par exemple, de l’unification des forces, de l’origine de la masse des particules, de l’origine de l’asymétrie matière-antimatière dans l’univers et de la recherche de l’énergie noire. Enfin un effort théorique soutient les expériences dans leurs phases préparatoires ou d’interprétation.

### L'infiniment petit
Le domaine d’investigation du LPSC commence à des échelles infiniment petites, bien plus petites que celle des noyaux d’atomes, lorsqu’il s’agit de comprendre les propriétés des constituants les plus élémentaires de la matière et de leurs interactions, d’étudier des états hors du commun de la matière nucléaire poussée à ses limites de stabilité ou bien au-delà, et de rechercher de nouveaux états comme le plasma de quarks et de gluons.
Parmi des avancées scientifiques auxquelles le LPSC participe, on peut citer la découverte de la particule de Higgs qui a été récompensée par le prix Nobel de physique 2013 attribué à François Englert et Peter W. Higgs « Pour la découverte théorique du mécanisme contribuant à notre compréhension de l’origine de la masse des particules subatomiques et récemment confirmée par la découverte, par les expériences ATLAS et CMS auprès du LHC du CERN, de la particule fondamentale prédite par cette théorie ». La découverte de la particule de Higgs a été annoncée par les expériences ATLAS (à laquelle participe le LPSC) et CMS auprès du LHC au CERN le 4 juillet 2012.
Le LPSC a activement contribué à la découverte du boson de Higgs au sein de la collaboration ATLAS. Les équipes du laboratoire ont en effet joué un rôle très important dès le début de cette aventure scientifique, en participant en particulier à la conception, à la construction et à la mise en service du détecteur ATLAS. Elles ont travaillé au suivi de ce détecteur ainsi qu'au traitement et à l'analyse des données du LHC qui ont permis la mise en évidence de cette nouvelle particule. Elles préparent aujourd’hui la nouvelle phase de prise de données qui amènera peut-être d’autres découvertes.

### L'infiniment grand
Le champ d’investigation du LPSC s’étend également vers d’autres extrêmes, ceux de l’infiniment grand ; il s’agit alors de comprendre l’organisation des structures de l’univers ainsi que les phénomènes cosmiques qui s’y passent et de déterminer les caractéristiques des premiers âges après le Big-Bang. Contrairement aux apparences, ces deux extrêmes sont très liés, puisque la physique de l’infiniment petit joue un rôle primordial dans les premiers instants de l’univers. Ces activités de recherche sont menées sur des sites d’expériences en France ou dans le monde, mais aussi dans l’atmosphère ou dans l’espace.
À titre d'exemple, avec d'autres laboratoires français, le LPSC s'est engagé sur le projet Planck depuis 1995 avec la responsabilité de l'électronique du système cryogénique à 0,1 K et celle de l'électronique et informatique embarquée du refroidisseur à 20 K. Cinq chercheurs ainsi que quatre doctorants et trois postdoctorants du LPSC ont travaillé sur la préparation de la mission (étalonnage de l'instrument HFI, mise en place des outils d'analyse), la construction des cartes (analyse et qualification des données en temps, construction de la carte de CO) et son exploitation scientifique (amas de galaxies par effet Sunyaev-Zel'dovich, annihilation de matière noire, réionisation).
D'autre part, le LPSC possède depuis le 21 mars 2017, la première salle de contrôle à distance française de l'observatoire Pierre-Auger situé en Argentine. Depuis 2014, cet observatoire qui déploie son réseau de détecteurs de rayons cosmiques sur 3 000 km2 à l'aide de 24 télescopes à fluorescence, est surveillé par des salles de contrôles installées au Mexique, en Allemagne et en Italie.
Le LPSC participe avec l'Institut Laue-Langevin et l'Institut de planétologie et d'astrophysique de Grenoble au projet de caméra NIKA2 consistant à observer depuis le radiotélescope de Pico Veleta (Espagne), des amas de galaxies par effet effet Sunyaev-Zel'dovich2 grâce à deux bandes de fréquence (150 et 260 GHz). Les premiers résultats présentés le 9 avril 2018 font ressortir des cartes de bien meilleure qualité que les précédentes de Planck.

### La physique aux interfaces: énergie, santé, accélérateurs, instrumentation
Les objets d’étude du LPSC sont des particules éphémères créées en laboratoire (à l’aide d’accélérateurs dont la conception voire la construction est partie prenante de l'activité) ou bien issues de l’espace où elles ont été produites à différents moments de l’évolution de l’univers. Ces activités de physique expérimentales exigent la mise au point de dispositifs de mesure de plus en plus performants et sophistiqués et nécessitent le développement d’une instrumentation spécifique. Une collaboration étroite entre physiciens, ingénieurs et techniciens est indispensable pour atteindre les performances souhaitées.
Par ailleurs, une partie des activités du laboratoire se situe à la frontière avec d'autres domaines de recherche, ou permet des échanges de technologie. Ceci débouche sur des travaux de type interdisciplinaire dont certains en lien avec des enjeux sociétaux. On citera par exemple la mise au point de nouveaux types de réacteurs nucléaires (Génération IV) avec en particulier l'utilisation du cycle thorium en réacteur ainsi que l’amélioration de la gestion des déchets des filières actuelles et leur possible incinération dans des systèmes dédiés. On peut également citer dans un second domaine l’interface entre la physique et le domaine de la santé ; le LPSC et le service de radiothérapie du CHU de Grenoble (INSERM U836, équipe 6, Grenoble-Institut des neurosciences) collaborent pour le développement et la mise au point d’un détecteur de mesure des caractéristiques d’un faisceau de rayons X, utilisé pour  le traitement des cancers. Enfin, on peut mentionner la physique des plasmas avec le développement de nouvelles générations de sources plasmas micro-ondes et des techniques de caractérisation associées pour des études fondamentales sur la production d'espèces, sur l'interaction d'espèces avec la surface et sur l'élaboration de micro-nanostructures.

## Connaissances et compétences
Enfin, du fait de ses missions à caractère fondamental, le laboratoire acquiert connaissances et compétences dont il fait bénéficier la société à travers :

### L'enseignement
Le LPSC intervient dans de nombreuses filières de l’université Grenoble-Alpes et de l’Institut polytechnique de Grenoble, en particulier, dans le domaine de la physique nucléaire et de l'électronucléaire. Il intervient dans les filières d’ingénieur en génie nucléaire de Phelma et Ense3 ainsi que dans le master professionnel ITDD (Ingénierie, Traçabilité, Développement Durable).

### La formation par la recherche
La formation par la recherche ensuite, avec l’accueil chaque année de 40 à 60 stagiaires depuis le collège jusqu’aux dernières années de l’enseignement supérieur.
Par ailleurs, le LPSC ouvre  ses portes à des lycéens pour qu’ils deviennent de véritables petits physiciens l’espace d’une journée. Des classes de la région grenobloise ont ainsi participé au programme des Masterclasses organisé par le CERN. Les lycéens ont pu analyser de vraies données enregistrées auprès du Grand collisionneur de hadrons (LHC) près de Genève en Suisse, et partager leurs résultats avec des élèves d’autres pays.

### La diffusion des connaissances
La diffusion des connaissances scientifiques inclut les conférences grand public, les interventions dans les lycées de la région (exposés et installation d’expériences grandeur nature), les journées portes ouvertes et fêtes de la science, la rédaction de livres et la publication d’articles dans la presse et les magazines.
Plusieurs actions de communication ont été menées autour des résultats du LHC, du satellite Planck (notamment vulgarisés dans les médias par la chercheuse Cécile Renault,), ainsi que de AMS ces dernières années.

### La valorisation
La valorisation de ses compétences avec le développement d’applications dans des domaines variés comme l’électronique, l’informatique, l’environnement, le traitement des surfaces, l’imagerie médicale ou la radiothérapie. Cela peut conduire à des dépôts de brevet et parfois à la création de start-up. Dans les faits, cela fait plus de 25 ans que le LPSC développe et entretient des collaborations étroites avec les industriels. À titre d’exemples, ces collaborations peuvent prendre diverses formes, comme :
- des contrats de conseils, soit de conseil individuel (contrat avec un expert), soit d’équipe conseil passé avec le laboratoire ;
- des contrats de prestation de service très divers, qui peuvent aller de la simple facturation ponctuelle à des contrats sur plusieurs années ;
- des contrats de collaboration de recherche qui peuvent concerner des développements innovants, des encadrements de doctorants (conventions CIFRE ou autres) ou de formation d’ingénieurs ou de techniciens ;
- la mise en œuvre de développements à vocation de valorisation à travers les ANR « émergence », les contrats ISI ou encore en association avec les structures de valorisation comme GRAVIT ou l’incubateur d’entreprises GRAIN ;
- l’accueil d’industriels dans ses locaux et la mise en place d’équipes communes de R&D comme c’est le cas avec la société Techmeta-Bodycote, ou comme cela l’a été avec la société HEF R&D, dans le cadre d’une ERT (équipe de recherche technologique) ou encore avec des sociétés de hautes technologie comme Orsay Physic.

## Distinctions scientifiques
Le LPSC est un laboratoire reconnu pour son excellence scientifique, de nombreux chercheurs, ingénieurs et techniciens ont déjà été récompensés :
- 1 médaille d'argent du CNRS[20] : Serge Kox ;
- 5 médailles de bronze du CNRS[20] : Pierre Desesquelle, Laurent Derome, Jan Stark, Guillaume Pignol , Marie-Hélène Genest ;
- 8 Cristal du CNRS[20] : Jean-Loup Belmont, Joseph Pouxe, Pascal Sortais, Jean-Marie De Conto, Solveig Albrand, Thierry Lamy, Maud Baylac , Eric Lagorio & Francis Vezzu (Cristal collectif) ;
- 3 Prix Thibaud : Johann Collot, Annick Billebaud, Aurélien Barrau ;
- Prix Bogolioubov : Aurélien Barrau ;
- Nomination à l'Institut universitaire de France : Aurélien Barrau ;
- Nomination à l'Académie africaine des sciences : Fairouz Malek ;
- Prix du transfert de technologie de l'IN2P3 : J. Menet ;
- Prix de l'ADEME : LPSC et Pascal Sortais ;
- Prix de la valorisation IN2P3 : Groupe Plasma, Pascal Sortais ;
- Prix de la Société française de physique : Jan Stark.

## Accès du site
Le site du LPSC est desservi par la ligne B du tramway et par les lignes de bus urbaines C6, 22 et 54. Des lignes de bus interurbaines le desservent également : C11 à destination de Voiron ou Crolles, C12 à destination de Voreppe ou Froges et T64 à destination de Villard-de-Lans.